# Honey Don't
Singles de Carl Perkins
Gone, Gone, Gone
(1955) Tennessee
(1956)
Honey, Don't! est une chanson écrite et interprétée par Carl Perkins ; elle paraît le 1er janvier 1956, en face B du 45 tours Blue Suede Shoes .

## Version des Beatles
Pistes de Beatles for Sale
Words of Love Every Little Thing
Elle est reprise sur l'album Beatles for Sale. Originellement chantée sur scène par John Lennon, elle sera offerte à Ringo Starr pour qu'il ait la vedette sur une chanson du prochain album. En Amérique du Nord, la chanson paraît sur l'album Beatles '65 et le E.P. 4 by the Beatles toujours avec une graphie sans ponctuation.
Elle sera enregistrée à quatre reprises dans les studios de la BBC ; deux fois chantée par John Lennon et les deux autres fois par Ringo Starr. On retrouve la première version chantée par Lennon, enregistrée le 1er août 1963 et diffusée le 3 septembre à l'émission Pop Go the Beatles (en), sur Live at the BBC. Sur On Air - Live At The BBC Volume 2, on entend la première prestation chantée par Starr le 17 novembre 1964 pour une diffusion à l'émission Top Gear du 26 novembre.

## Autres reprises
En 1984, Johnny Hallyday, sur l'album Spécial Enfants du rock, enregistre Honey Don't en duo avec Carl Perkins (l'album comprend également, toujours en duo, Blue Suede Shoes).
En 1996, sur l'album hommage Go Cat Go! de Perkins, Ringo Starr la reprend, lui aussi accompagné du guitariste. On y entend aussi les autres ex-Beatles sur différentes titres.